# Conrad Götke

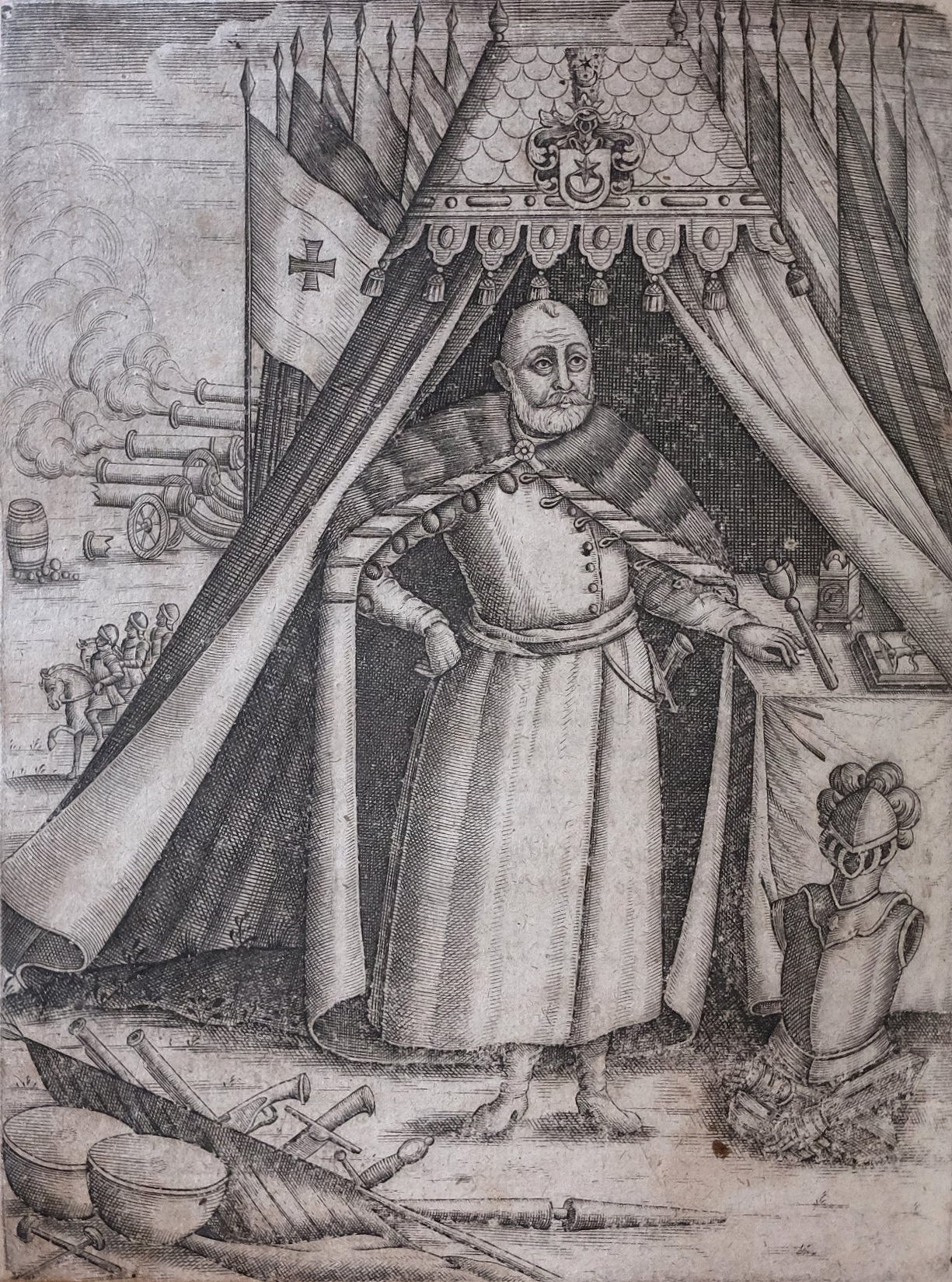
Jan Tyskiewicz Skumin, 1642

Conrad Götke ( † nach 1652) war ein schwedischer Kupferstecher in Polen-Litauen.

## Leben

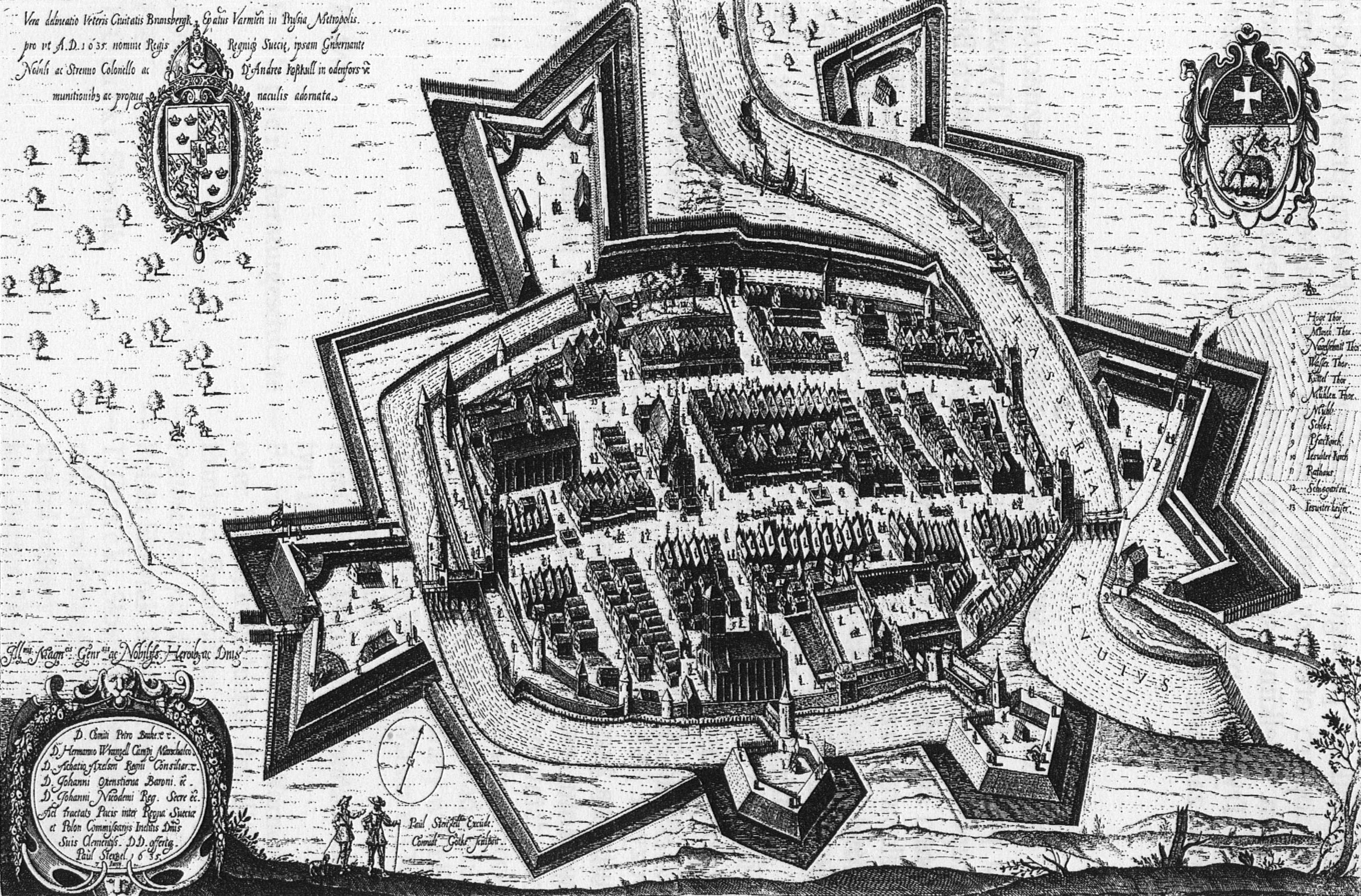
Braunsberg 1635

Conrad Götke war 1635 in Braunsberg (Braniewo) in Polnisch-Preußen. Spätestens seit 1642 lebte er im litauischen Vilnius (Wilna), seit etwa 1650 erschienen Stiche von ihm in Lubecz (heute Ljubtscha in Weißrussland).

## Wirken
Conrad Götke schuf zahlreiche Porträts von Adligen in Polen-Litauen, dazu einige Landschafts- und Stadtdarstellungen.
Werke mit Stichen von Conrad Götke (Auswahl)
- Vera delineatio Veteris Ciuitatis Brunsbergk Epatus Varmien in Prussia Metropolis  von  Paul Stertzell, 1635
- Trincier Büchlein Das ist Eine Anweisung, wie man nach Italianischer manier allerhand Speisen Zerschneiden und vorlegen kan  von Georg Philipp Harsdörffer, 1642
- Bellaria Academica Ad Serenissimorum Principum Philippi Wilhelmi (...) Sponsi, Et Annæ Catharinæ Constantiæ (...) Sponsæ , Wilna 1642

- Septem Chodkiewicii heroes exercitvs Lithvanici dvces (...) D. Christophorvm Chodkiewicz palatinvm Vilnensem von  Piotr Kazimierz Lacki, Wilna 1642
- Tyara Wieczności, Jaśnie Oświeconey X. Katarzyny Z Potoka Radziwiłowey Xiężny na Birżach y Dubinkach   von Augustyn Wituński, Wilna 1643
- Polonia pacifica inter augustas nuptias serenissimorum Vladislai 4. Poloniae et Sueciae regis inuictissimi. Et Ludovicae Mariae principis Mantuae, et Montisferati (..) Panegyrice , 1646